# Elena Godina
Elena Michajlovna Godina (in russo Елена Михайловна Година?; Ekaterinburg, 17 settembre 1977) è un'ex pallavolista russa.
Giocava nel ruolo di schiacciatrice.

## Carriera
Elena Godina fa il suo esordio nella Serie A russa tra le file dell'Uraločka NTMK, squadra della sua città natale, nel 1991. Con l'Uraločka sale alla ribalta, dominando il Campionato russo dalla stagione 1991-92 alla stagione 1996-97. Nelle stagioni 1993-94 e 1994-95 arriveranno anche due Coppa dei Campioni. Nell'estate del 1995 fa il suo esordio nella nazionale russa con un terzo posto agli Europei 1995. Proprio con la nazionale ottiene il terzo posto al World Grand Prix 1996 e la vittoria al World Grand Prix 1997. Dopo la vittoria al WGP, vince anche l'Europeo 1997 e la Grand Champions Cup dello stesso anno. Sempre nell'estate del 1997 si trasferisce in Croazia, nell'OK Dubrovnik. In questa stagione realizzerà una doppietta: Campionato croato e Coppa dei Campioni. Al termine di questa stagione otterrà con la nazionale russa un secondo posto al World Grand Prix 1998 e un terzo posto ai Mondiali 1998.
Nella stagione 1998-99 si trasferisce in Giappone per giocare con le NEC Red Rockets, qui però non riesce a vincere nessun trofeo. Vincerà comunque con la nazionale russa il World Grand Prix 1999 e gli Europei 1999. La vittoria degli Europei le consente di disputare la Coppa del Mondo 1999, in cui si classifica al secondo posto. Dopo l'esperienza giapponese, decide di tornare in Russia nell'Uraločka NTMK dove resterà fino alla stagione 2000-01. In entrambe le stagioni vincerà il campionato russo. Durante questi anni, con la maglia della nazionale, arriverà seconda al World Grand Prix 2000 e sarà medaglia d'argento alle Olimpiadi di Sidney 2000.
Nell'estate del 2001 ci sarà un pronto riscatto per lei e la sua nazionale: dopo il terzo posto al World Grand Prix 2001, vincerà gli Europei 2001 e la Grand Champions Cup 2001. Nella stagione 2001-02 va a giocare in Turchia nell'Eczacıbaşı Spor Kulübü, con cui vincerà il Campionato turco e la Coppa di Turchia.
Nell'estate del 2002 con la nazionale si aggiudica il World Grand Prix 2002 ed ottiene il terzo posto ai Germania 2002. Al termine delle competizioni con la nazionale, si concede un anno di pausa. Torna a giocare nella stagione 2003-04 nel Club Voleibol Tenerife. In questa stagione vince il Campionato spagnolo, la Coppa della Regina e soprattutto la European Champions League. Nella seconda stagione spagnola riesce a confermare sia la vittoria del campionato spagnolo che la vittoria della Coppa della Regina. Alla fine di questa stagione torna anche in nazionale, così nel 2005 ottiene il terzo posto agli Europei 2005. Per la stagione 2005-06 si trasferisce in Italia, nel Chieri Volley. Durante l'esperienza italiana non vince trofei, ma contribuisce con le sue prestazioni a centrare i play-off col suo club e la finale di Coppa CEV. Nell'estate seguente riscatta il secondo posto al World Grand Prix 2006 vincendo i Mondiali 2006.
Dopo la vittoria ai Mondiali decide di tornare in Russia, questa volta però per giocare nella Dinamo Mosca. Durante la stagione 2006-07 vince nuovamente il campionato russo e arriva in finale di Champions League, sconfitta dal Volley Bergamo. In estate otterrà il terzo posto agli Europei 2007. Nella stagione 2007-08 la Dinamo Mosca delude sia in patria che nelle competizioni europee, pertanto Elena non vince nessuna competizione. Nell'estate seguente partecipa alle Olimpiadi di Pechino 2008, ma la Russia sarà una delle maggiori delusioni. Al termine di questa competizione, Elena decide di lasciare la propria nazionale. Nella stagione 2008-09 vince nuovamente il campionato russo, ma, come due anni prima, esce nuovamente sconfitta in finale di Champions League sempre ad opera del Volley Bergamo. Nella stagione 2009-10 la Dinamo Mosca vince la Coppa di Russia, ma perde la finale di campionato. Prima dell'inizio della stagione 2011-2012 annuncia il suo ritiro dall'attività agonistica.

## Palmarès

### Club
- Campionato russo: 10

1991-92, 1992-93, 1993-94, 1994-95, 1995-96, 1996-97, 1999-00, 2000-01, 2006-07, 2008-09
- Campionato croato: 1

1997-98
- Campionato turco: 1

2001-02
- Campionato spagnolo: 2

2003-04, 2004-05
- Coppa di Russia: 1

2009
- Coppa di Croazia: 1

1997
- Coppa di Turchia: 1

2001-02
- Coppa della Regina: 1

2003-04, 2004-05
- Supercoppa spagnola: 2

2003, 2004
- Coppa dei Campioni/Champions League: 4

1993-94, 1994-95, 1997-98, 2003-04

### Premi individuali
- 1999 - World Grand Prix: Miglior muro
- 2004 - Champions League: MVP
- 2005 - Campionato europeo: Miglior schiacciatrice
- 2006 - Coppa CEV: Miglior servizio
- 2006 - Campionato mondiale: Miglior servizio